# Keith Tyson
 (mai 2023).
Si vous disposez d'ouvrages ou d'articles de référence ou si vous connaissez des sites web de qualité traitant du thème abordé ici, merci de compléter l'article en donnant les références utiles à sa vérifiabilité et en les liant à la section « Notes et références ».
Keith Tyson (né Keith Thomas Bower le 23 août 1969) est un artiste contemporain anglais. Il vit et travaille à Londres, Royaume-Uni.
Il expose à la Biennale de Venise en 2001 et est lauréat du Prix Turner en 2002.